# Бичко Валентин Васильович
Валенти́н Васи́льович Бичко́ (17 червня 1912, Харків — 31 жовтня 1994) — український поет, драматург, автор творів для дітей, публіцистичних статей, текстів пісень, лібрето, опер. Перекладач з литовської літератури.

## Життєпис

Могила Валентина та Віри Бичків, Байкове кладовище

Народився 17 червня 1912 року в Харкові.
У 1932 році закінчив Харківський інститут народної освіти, працював педагогом, у харківській молодіжній пресі, редактором республіканської газети ЦК ЛКСМУ «Зірка» (з квітня 1944 по січень 1947 року), головним редактором видавництва «Молодь» (з січня 1947 і 1953—1956), редактором журналу «Піонерія» (1957—1959).
Мешкав у Києві. Помер на 83-му році життя 31 жовтня 1994 року. Похований разом з дружиною на Байковому кладовищі (ділянка № 49а, 50°24′59.79″ пн. ш. 30°30′5.85″ сх. д. / 50.4166083° пн. ш. 30.5016250° сх. д.).

### Родина
- Друга дружина — перекладачка Віра Бичко-Бєлова (1928—1997).
- Син — науковець-філософ, доктор філософських наук Ігор Бичко (нар. 1931).
- Син — графік Бичко Олександр «Олесь» (1945—2023).
- Невістка — науковиця-філософ, доктор філософських наук Ада Бичко (1929—2016).

## Творчість
Перші твори опублікував ще 1925 року. Автор п'єси «Регламент — дві години» (1932).
Регулярні збірки почав видавати після Другої світової війни. Намагався відповідати ліричному, народно-пісенному тренду.
У 1970 році за книги «До нас прийшов Ленін», «Він в серцях у нас», «Син Жовтня» і «Над озером зорі» удостоєний Республіканської комсомольської премії імені М. Островського.
Також автор літературознавчого нарису «Наталя Забіла» (1963). Писав тексти пісень, лібрето опер (у співавторстві) «Загибель ескадри» (1967), «Мамаї» В. Губаренка (1970), «Перекоп» Ю. Мейтуса, М. Тіца і В. Рибальченко (1939).
У 1982 році в Києві вийшов двотомник творів Бичка.
Твори Бичка перекладалися російською мовою (Родной дом, 1951; Весна идет, 1960; Рассвет, 1977, тощо).

### Перекладацька діяльність
Перекладав твори російської літератури (Маяковський, Маршак, Михалков), але найбільше працював над перекладами литовської (Е. Межелайтіс, Е. Матузявічюс, С. Неріс, Ю. Марцінкявічюс) та білоруської.
Переклав, зокрема, драматичні твори:
- «Недоросток» Д. Фонвізіна (1934);
- «Легенда про Паганіні» В. Балашова (1976);
- «Міндаугас» Ю. Марцінкявічюса (1977).

### Творчий доробок (частковий)
Автор збірок:
- Сонце зустрічаю (1951);
- Біля серця близько (1955);
- Сійся, родися, зерно, (1959);
- Простота (1963);
- Біля вечірнього вогню (1966);
- Імення смілих (1971);
- Колір часу (1974);
- Відкриття (1982);
- Лірика (1987).

Дитячі збірки:
- Першотравневий гість, 1935;
- Сонце над головами, 1935, Харків;
- Веселі школярі, 1941, Харків;
- Веселка, 1946, Київ;
- Вогнище, 1949, Київ;
- Радянські кораблі, 1950;
- Літа піонерські, 1954;
- Розмова, 1955;
- Сонечко і Хмаринка, 1957;
- Лісова перепустка, 1971;
- Поеми та казки, 1973,
- Побратими, 1981.

## Відзнаки
Нагороджений орденом Трудового Червоного Прапора і орденом «Знак Пошани». 1977 року удостоєний літературної премії імені Лесі Українки.